# Lophocampa alni
Lophocampa alni är en fjärilsart som beskrevs av Edwards 1877. Lophocampa alni ingår i släktet Lophocampa och familjen björnspinnare. Inga underarter finns listade i Catalogue of Life.